# Túrin Turambar
Túrin Turambar (AFI:[ˈtuːrɪn tuˈrambar]) è un personaggio di Arda, l'universo immaginario fantasy creato dallo scrittore inglese J. R. R. Tolkien dove si ambienta il suo legendarium.

## Libri
Il Silmarillion

Racconti incompiuti

I figli di Húrin

Racconti perduti

The History of Middle-earth

## Biografia

### L'infanzia
Túrin, figlio di Húrin Thalion (della casata di Hador) e Morwen, aveva una sorella minore, Urwen, soprannominata Lalaith (Riso), la quale morì in tenera età per una pestilenza, causata da venti oscuri del Nord.
Dopo la cattura di Húrin a seguito della Nírnaeth Arnoediad, Túrin rimase con sua madre Morwen, che lo nascose, proteggendolo dagli Esterling che Morgoth mandò nello Hithlum come ricompensa per i loro servigi.

### Il fato di Morgoth
All'insaputa di Túrin, Morgoth scagliò una tremenda maledizione contro Húrin e tutta la sua famiglia, le cui conseguenze segnarono tutta la vita di Túrin: a causa di questa maledizione, nulla di ciò che il figlio di Húrin avrebbe fatto si sarebbe volto verso il bene; anzi, sarebbe diventato solo fonte di male, sciagura e disperazione per lui e tutti i suoi cari. E Húrin fu costretto ad assistere, giorno per giorno, attimo per attimo, alla rovina del figlio e di tutta la sua casata. Tuttavia mai si disse che abbia implorato mercé per sé o per altri.
Nel frattempo, un profondo odio per l'Avversario crebbe nel cuore di Túrin, il quale sognava di duellare, un giorno, con Morgoth in persona, proprio come Fingolfin.
All'età di sette anni, fu mandato da Morwen nel Doriath dove il Re elfico Thingol lo accolse e crebbe come un figlio. Poco dopo nacque la seconda sorella di Túrin, Nienor (Lutto).
Crescendo nel Doriath, Túrin strinse inoltre amicizia con Beleg Cúthalion, combattendo insieme a lui contro gli orchi presso le frontiere del Doriath.

### Vita da fuorilegge
Dopo aver ucciso accidentalmente Saeros, uno dei cortigiani di re Thingol a seguito di una lite, si impose l'esilio dal Doriath, diventando col nome di Neithan (L'Offeso) il capo di una banda di fuorilegge che imperversava nel sud del Brethil, ma badando sempre di compiere razzie contro gli Orchi, piuttosto che contro gli uomini.
Nel frattempo Beleg aveva ottenuto il permesso di Thingol per partire alla ricerca di Túrin, per persuaderlo a ritornare con lui nel Doriath. Lo trovò sul colle di Amon Rûdh, ma non riuscì a convincere l'amico a seguirlo.
Dopo la partenza di Beleg, Túrin catturò sul colle di Amon Rûdh il nanerottolo Mîm, e si stabilì insieme alla sua banda nelle grotte di quest'ultimo, situate sul colle stesso, facendone la base operativa per le sue scorrerie.
Tornato nel Doriath, Beleg supplicò il Re di lasciarlo partire di nuovo alla volta di Túrin; a malincuore Thingol lo congedò, donandogli inoltre la spada nera Anglachel.
Grazie a Beleg, a Túrin ed alla sua banda, per un certo periodo le terre intorno ad Amon Rûdh furono liberate dagli orchi e presero il nome di Dor-Cúarthol, la "Terra di Arco ed Elmo" (dal momento che Túrin indossava l'elmo di Drago del Dor-lómin, uno dei massimi cimeli della sua casata, e Beleg era soprannominato "Arcoforte", per via della sua abilità come arciere).

### La cattura e la morte dell'amico
Túrin venne tradito da Mîm, catturato dagli orchi e la sua banda massacrata. Solo Beleg riuscì a salvarsi e, pur seriamente ferito nella lotta, si lanciò all'inseguimento degli orchi per liberare l'amico.
Dopo aver raggiunto gli orchi nel Taur-nu-Fuin, con l'aiuto di Gwindor, un elfo ex-schiavo di Morgoth, Beleg riuscì con il favore delle tenebre a portare via Túrin, ridotto all'incoscienza dalle torture degli orchi. Nel liberarlo dalle corde che lo legavano, la spada di Beleg ferì accidentalmente Túrin il quale, svegliatosi all'improvviso non riconobbe al buio l'amico e, credendo di essere ancora oggetto delle sevizie degli orchi, afferrò Anglachel e lo uccise.
Túrin, resosi conto del terribile errore commesso, rimase completamente paralizzato ed inebetito dall'orrore del suo gesto e toccò a Gwindor trarlo in salvo, accompagnandolo prima presso le acque benedette di Ivrin, dove Túrin riacquistò il senno, e poi conducendolo a Nargothrond, la sua patria.

### Nel Nargothrond
Qui Túrin adottò come nome Agarwaen figlio di Úmarth (L'Insanguinato, figlio di Malasorte), fece riforgiare la spada nera Anglachel, ribattezzandola Gurthang (Ferro di morte) e con questa si diede ad una guerra senza pietà contro gli orchi guadagnandosi sia la stima del popolo di Nargothrond, che l'amore di Finduilas, figlia del re Orodreth, che però non volle ricambiare, e nemmeno rivelarle il suo vero nome, così lei prese a chiamarlo Thurin (Il Segreto) per timore forse di invischiarla nel fato maledetto deciso per lui da Morgoth. Ma nonostante ciò, su Finduilas gravava ugualmente la sorte dei Noldor, che di lì a poco avrebbe portato alla caduta di Nargothrond.
In questo periodo si guadagnò inoltre il soprannome di Adanedhel (uomo-elfo), giacché assomigliava per la fierezza del portamento più ad un Elfo dei Noldor che ad un essere umano, nonché quello di Mormegil (La Spada Nera) grazie alla sua mortifera abilità con l'arma.
Grazie ai suoi innumerevoli successi in battaglia, crebbe rapidamente la sua influenza presso il consiglio del re Orodeth, insieme però alla sua spavalderia: convinse infatti i Nargothrondrim ad abbandonare le loro tradizioni di prudenza e segretezza, e costruire un ponte di pietra davanti ai cancelli di Nargothrond per permettere il passaggio delle truppe, e che divenne in seguito la causa della disfatta dei Nargothrondrim.
Infatti Morgoth mandò il drago Glaurung a Nargothrond, e grazie proprio al ponte voluto da Túrin, la reggia fu invasa, e il Nargothrond distrutto. Túrin stesso cercò di affrontare il drago, ma venne immobilizzato dal suo sguardo e guardò impotente ed immobile gli orchi portare via Finduilas. Glaurung dileggiò il guerriero, chiamandolo traditore e dimentico del suo stesso sangue, e facendogli credere che Morwen e Nienor stessero soffrendo nel Dor-lómin fame e stenti, mentre lui viveva da nababbo tra gli elfi.

### Alla ricerca di Morwen e Nienor
Una volta libero dall'incantesimo di Glaurung, Túrin partì immediatamente alla ricerca della madre e della sorella, abbandonando così al suo destino Finduilas (nonostante Gwindor, morente, gli avesse profetizzato poco prima che la sua sola speranza di sfuggire al Fato di Morgoth era di trovare e salvare Finduilas).
In realtà Morwen e Nienor si erano rifugiate tempo addietro nel Doriath; tuttavia, appena avuta notizia della distruzione di Nargothrond, vollero partire immediatamente alla ricerca di Túrin. Glaurung, che aveva nel frattempo fatto delle rovine del Nargothrond la sua tana, intercettò ed attaccò le due dame, e a nulla valse la nutrita schiera di valorosi elfi che le scortavano: nella confusione della battaglia Morwen fu trascinata via dal suo destriero impazzito, e scomparve; Nienor si trovò faccia a faccia col drago, e quest'ultimo col suo sguardo colpì la fanciulla con un incantesimo, svuotandone completamente l'intelletto e la memoria. Soddisfatto del risultato, il drago si ritirò.
Mablung, che guidava la sfortunata spedizione, cercò di riportare almeno la fanciulla indietro nel Doriath, ma invano: lui e i pochi superstiti all'assalto del drago furono attaccati da una schiera di orchi, e Nienor, in preda al panico, fuggì, e non fu possibile seguirla.
Nel frattempo, Túrin raggiunse la sua vecchia casa nel Dor-lómin, solo per trovarla completamente abbandonata. Dopo aver saputo che Brodda, il capo degli Esterling, aveva preso in moglie Aerin, una sua parente, ed aveva così preso possesso delle sue terre ed i suoi beni, si recò da questi per avere notizie della sorte della madre e della sorella. Accolto in malo modo dal neoacquisito parente, riuscì comunque ad apprendere da Aerin degli spostamenti delle due donne; tuttavia, in uno scatto d'ira, uccise l'arrogante Brodda, esponendo però così Aerin e i rimanenti superstiti della casata di Hador ad una persecuzione ancora più dura da parte degli Esterling. Per questo motivo, quando Túrin si rimise in viaggio, tanto i primi quanto i secondi appresero con gioia la notizia.
Túrin cercò allora di rimettersi sulle tracce degli orchi che avevano rapito Finduilas, ma era ormai troppo tardi: quando riuscì a rintracciare la pista, gli uomini dei boschi del Brethil lo informarono di aver annientato gli orchi, e che la fanciulla elfica che era loro prigioniera era spirata. Alla notizia, Túrin collassò al suolo, e gli uomini del Brethil lo portarono con loro nei boschi dove dimoravano.
Nel Brethil Túrin cercò nuovamente di riprendere in mano i fili della sua esistenza, proclamandosi Turambar (Padrone della sorte), in spregio del Fato di Morgoth, ed adattandosi all'esistenza discreta e clandestina che il popolo del Brethil conduceva, unico loro riparo contro le rappresaglie degli orchi.

### L'innamoramento
Durante una delle sue scorrerie nei boschi, Túrin incontrò improvvisamente una ragazza: era nuda, sporca e si comportava come un animale selvatico privo di senno: era Nienor; tuttavia non avendola mai vista, non riconobbe la sorella. Túrin condusse la ragazza con sé nel Brethil, le diede come nome Níniel (Fanciulla in lacrime) e se ne innamorò, per poi sposarla. Anche Brandir lo zoppo, signore degli Haladin del Brethil era innamorato di Níniel, ma per quest'ultima non esisteva che il marito.
Incominciò così per Túrin quello che probabilmente fu il periodo più sereno della sua esistenza; durante questo periodo Níniel rimase incinta.

### La morte
La serenità fu di breve durata: Glaurung si mosse di nuovo, ed insieme ai suoi orchi sembrava puntare proprio verso il Brethil: Túrin assunse il comando degli uomini del Brethil, relegando in secondo piano il meno risoluto Brandir; ma la situazione lasciava poco scampo: con gli orchi scappare e nascondersi forse sarebbe stato sufficiente, ma non c'erano speranze di sfuggire al drago: per questo Túrin decise di intraprendere, insieme ad altri due coraggiosi, una missione suicida: affrontare il drago di soppiatto per trafiggerlo al ventre, la sua unica parte vulnerabile.
Del trio, Túrin fu il solo a riuscire a strisciare sotto il ventre del drago, nella gola del Cabed-en-Aras e a trafiggerlo a morte con la sua spada nera. Ferito alla mano da un fiotto del sangue della creatura, Túrin svenne e fu così che lo trovò accanto al drago morente la moglie la quale, disubbidendo a Brandir, volle tornare indietro, seguita da questi, a cercare il marito. Con un ultimo rantolo di vita, Glaurung riuscì a riaprire gli occhi e a fissare Níniel, spezzando l'incantesimo di oblio che la avvolgeva, rivelandole la vera identità del suo sposo e commentando, con una finale zaffata di odio "...Ma la più terribile delle sue imprese la sperimenterai su te stessa...": era infatti incinta del figlio del suo stesso fratello. Sconvolta dall'orrore, Nienor corse via impazzita, e Brandir non riuscì a raggiungerla, e fece solo in tempo a vederla togliersi la vita, gettandosi da una rupe.
A Túrin Turambar turún' ambartanen:
dominatore della sorte dominato dalla sorte!
Felice tu che sei morto!»
(J. R. R. Tolkien, Il Silmarillion)
Risvegliatosi dal deliquio e raggiunta la sua gente, Túrin chiese notizie della moglie; incredulo di fronte alla storia raccontatagli da Brandir, in preda all'ira lo uccise, scappando nei boschi, dove lo trovò Mablung, il quale confermò il racconto di Brandir. Incapace di sopportare oltre il peso dell'esistenza, Túrin pose fine ai suoi giorni, gettandosi sulla sua spada.
Il suo cadavere fu seppellito vicino al tumulo dove giacevano le spoglie di Finduilas, e sulla sua lapide fu scritto:
Túrin Turambar dagnir glaurunga
(Túrin, Padrone della sorte, uccisore di Glaurung)
Sotto fu scritto anche
Nienor Níniel
Ma il corpo della ragazza non fu mai ritrovato.
In seguito alla sconfitta di Morgoth nella Guerra d'Ira, tutte le terre del Beleriand vennero ricoperte dalle acque, ma la tomba di Túrin e Nienor non s'inabissò per volere di Eru Ilúvatar.

### Epilogo
Finì così la vita terrena di Túrin, ma la leggenda vuole che Mandos abbia profetizzato che, quando Morgoth ritornerà nel mondo di Arda per condurre la battaglia finale contro i Valar e i Figli di Ilúvatar, Túrin, mondato dei peccati della sua esistenza dal fuoco purificatore, sarà in prima linea per combattere Morgoth, e sarà lui, che più di tutti gli esseri viventi ha sofferto a causa di quest'ultimo, a ucciderlo, trapassandogli il cuore.

## Il cambio di nome
Túrin in tutta la sua vita ha cambiato spesso nome, questa sua peculiarità molto probabilmente era dettata da una sorta di superstizione: era convinto che, cambiando nome, sarebbe riuscito a lasciarsi alle spalle il Fato di Morgoth, ma così non è stato. Questo rivela anche la grande importanza attribuita da Tolkien al nome di una persona, visto come elemento inscindibile della sua identità e del suo destino.
Ecco i 9 nomi di Túrin, e le circostanze che hanno portato il personaggio a cambiarli, tratti da "I figli di Húrin"
1. Túrin, nome di nascita.
2. Neithal (l'offeso), nome che si attribuisce dopo la fuga dal Doriath, nel momento in cui si unisce alla banda di fuorilegge.
3. Garthol (il terribile elmo), nome che si attribuisce dopo le innumerevoli vittorie a ovest del Sirion, accompagnato da Beleg Arcoforte.
4. Agarwaen (macchiato di sangue), nome che si attribuisce quando giunge al Nargothrond accompagnato da Gwindor.
5. Mormegil (spada nera), nome che gli elfi del Nargothrond gli attribuiscono dopo le vittorie e la dimostrazione del suo valore in battaglia.
6. Adanedhel (uomo-elfo), nome che gli elfi del Nargothrond gli attribuiscono dato il suo aspetto.
7. Thurin (il segreto), nome attribuitogli da Finduilas, figlia di Orodreth.
8. Selvaggio dei Boschi, nome che diede per suo alla gente di Haleth, dopo esser giunto nel Brethil alla ricerca di Finduilas.
9. Turambar (padrone del destino), nome che si dà dopo essersi ripreso grazie alle cure di Brandir del Brethil, signore del popolo di Haleth e che manterrà fino alla morte.

## Parentele
Túrin era cugino di primo grado di Tuor, padre di Eärendil il Beato. Per molti aspetti le loro vite possono essere considerate simili, salvo per l'epilogo: entrambi persero il padre nella Nírnaeth Arnoediad, entrambi furono allevati dagli elfi, ed entrambi combatterono nelle grandi fortezze dei Noldor; i due tuttavia non si incontrarono mai, salvo in un'occasione in cui si incrociarono di sfuggita, ma non era possibile che si conoscessero, ed infatti ognuno tirò avanti per la sua strada. Nei Racconti incompiuti, Túrin, nel Nargothrond, afferma di non conoscere suo cugino Tuor.

## Fonti di ispirazione
La figura e la storia di Túrin Turambar furono inizialmente ispirate a quelle di Kullervo, eroe tragico del poema finnico Kalevala, pur divergendo molto in seguito nello svolgimento.

## Trasposizioni
Un cortometraggio fan film sulla storia di Túrin vista dalla prospettiva di Nienor, intitolato Nienor Níniel, è stato girato nel 2012 in Repubblica Ceca, con Túrin interpretato da Jan Lička.